# Natacha Henry
 (novembre 2017).
Natacha Henry, née le 28 février 1968 est une essayiste féministe, historienne et journaliste franco-britannique.

## Biographie
Après une enfance rurale et cosmopolite, elle rejoint l’École alsacienne puis le lycée Henri-IV. Elle est la fille des auteurs Marc Hillel et Clarissa Henry. Sa grand-mère était l'épouse du compositeur et chef d'orchestre autrichien Robert Stolz. Diplômée en Histoire contemporaine de la London School of Economics et de l'université Paris-Sorbonne (Paris IV), Natacha Henry travaille sur le sexisme et les chemins de liberté, menant en parallèle une carrière d'auteure et de consultante spécialisée dans la lutte contre les violences.
Elle a publié treize ouvrages - essais, enquêtes, biographies, romans historiques pour la jeunesse.
Présidente de l'Association des femmes journalistes de 1997 à 1999, elle met au point, dès 1999, le concept de "paternalisme lubrique", qui fera date et dont une variante est désormais dans la Loi contre les violences sexistes.
Depuis 2010, elle est directrice de projets DAPHNE/REC de l'Union européenne contre les Violences faites aux femmes et aux filles, en particulier les violences conjugales et le harcèlement sexuel, en collaboration avec les institutions et les structures féministes.
Elle est notamment co-réalisatrice et productrice déléguée d'une série de 8 courts-métrages d'animation destinés aux victimes de violences conjugales. Ils sont doublés en anglais, arabe, bambara, français, lingala, mandarin, portugais, soninké, tamoul et wolof.
Cette expertise lui vaut de représenter la France au sein de projets internationaux : TVE London, Broadcasting for Change, International Women's Media Foundation Washington D.C., et d'intervenir auprès d'associations, institutions internationales (ONU, Conseil de l'Europe, BBC Media Action) et en collège/lycée.
Depuis janvier 2020, Natacha Henry est consultante internationale auprès du Conseil de l'Europe.
Elle a également collaboré à plusieurs longs-métrages documentaires et à France Culture.
Deux de ses ouvrages publiés par Albin Michel Jeunesse, Marie et Bronia, le pacte des sœurs et Rosa Bonheur l'audacieuse sont entrés dans la catégorie des best-sellers.

## Ouvrages
- Devenir Agatha Christie (2025, Albin Michel Jeunesse)
- Souvenirs de ma vie, Rosa Bonheur, Anna Klumpke, édition révisée, préface et notes de Natacha Henry (2022, Phébus)
- L'Affaire du cheval qui savait compter (2021, Rageot)
- Rosa Bonheur l'audacieuse (2020, Albin Michel Jeunesse)
- L'Affaire des fées de Cottingley (2020, Rageot)
- Rosa Bonheur et Buffalo Bill, une amitié admirable (2019, Robert Laffont)
- Marie et Bronia, le Pacte des sœurs (2017, Albin Michel Jeunesse, Édition en italien, Un patio tra sorelle)
- Marthe Richard, l'aventurière des maisons closes (2016, La Librairie Vuibert, édition revue et augmentée)
- Les Sœurs savantes, Marie Curie et Bronia Dluska, deux destins qui ont fait l'histoire (2015, La Librairie Vuibert. Édition en polonais, Uczone siostry)
- Les Mecs lourds ou le paternalisme lubrique (2011, Gender Company, édition revue et mise à jour)
- Un troussage de domestique, ouvrage collectif (2011, Syllepse)
- Frapper n'est pas aimer. Enquête sur les violences conjugales en France (2010, Denoël)
- Ces femmes qui ont fait la France, 25 portraits (2009, City)
- 18 ans! Respect, les filles! (coécrit avec Isabelle Fougère et Isabelle Germain, pour le Secrétariat d'État à la Solidarité)
- Les filles faciles n'existent pas (2008, Michalon)
- Exciseuse (2007, City) (avec Linda Weil-Curiel)
- Marthe Richard, l'aventurière des maisons closes (2006, Punctum, première édition)
- Les Mecs lourds ou le paternalisme lubrique (2002, Robert Laffont, première édition)
- Dites-le avec des femmes (1999, éd CFD/AFJ) (coauteure)

## Distinctions
- 2003 : Lauréate du German Marshall Fund of the United States
- 2015 : prix Simone-Veil-mairie du 8e pour Les Sœurs savantes. Marie Curie et Bronia Dluska
- 2016 : prix Marianne pour Les Sœurs savantes. Marie Curie et Bronia Dluska
- 2017 : prix Marie Curie pour Les Sœurs savantes. Marie Curie et Bronia Dluska[8]

## Adaptations
- En 2018 et 2019, Marie et Bronia, le pacte des sœurs est adapté pour la scène par la Compagnie du Saut de l'Ange sous le titre Le Pacte des sœurs. Avec Clémentine Stépanoff (Marie Curie), Marie-Hélène Aubert (Bronia) et Mihasane Pan (hang drum). Mise en scène Isabelle Lauriou. En 2021, le rôle de Marie Curie est repris par Emilie Pierson, avec Francesco Agnello au hang drum. La pièce est finaliste du Prix Olympe de Gouges.

- Marie et Bronia, le pacte des sœurs a fait l'objet d'une version Audiolib, lue par Florine Orphelin. Cette œuvre a été présélectionnée pour le Prix France Culture 2019.